# Tulipán (keresztnév)
A Tulipán a tulipán szóból származó női név.

## Gyakorisága
Az 1990-es években szórványos név, a 2000-es években nem szerepel a 100 leggyakoribb női név között.

## Névnapok
- június 11.[2]
- augusztus 1.[2]
- október 5.[2]